# Cathédrale du Christ-Sauveur de Kaliningrad
Cette  cathédrale n’est pas la seule cathédrale du Christ-Sauveur.
La cathédrale du Christ-Sauveur est l'édifice religieux orthodoxe le plus important de Kaliningrad en Russie. Construite selon les plans de l'architecte Oleg Kopylov, elle a été consacrée le 10 septembre 2006 par le patriarche Alexis II de Moscou en présence du président Vladimir Poutine. Elle peut accueillir trois mille fidèles et mesure soixante-treize mètres de haut, jusqu'à la croix centrale.

## Situation
Elle se situe place de la Victoire au centre de Kaliningrad.

## Histoire

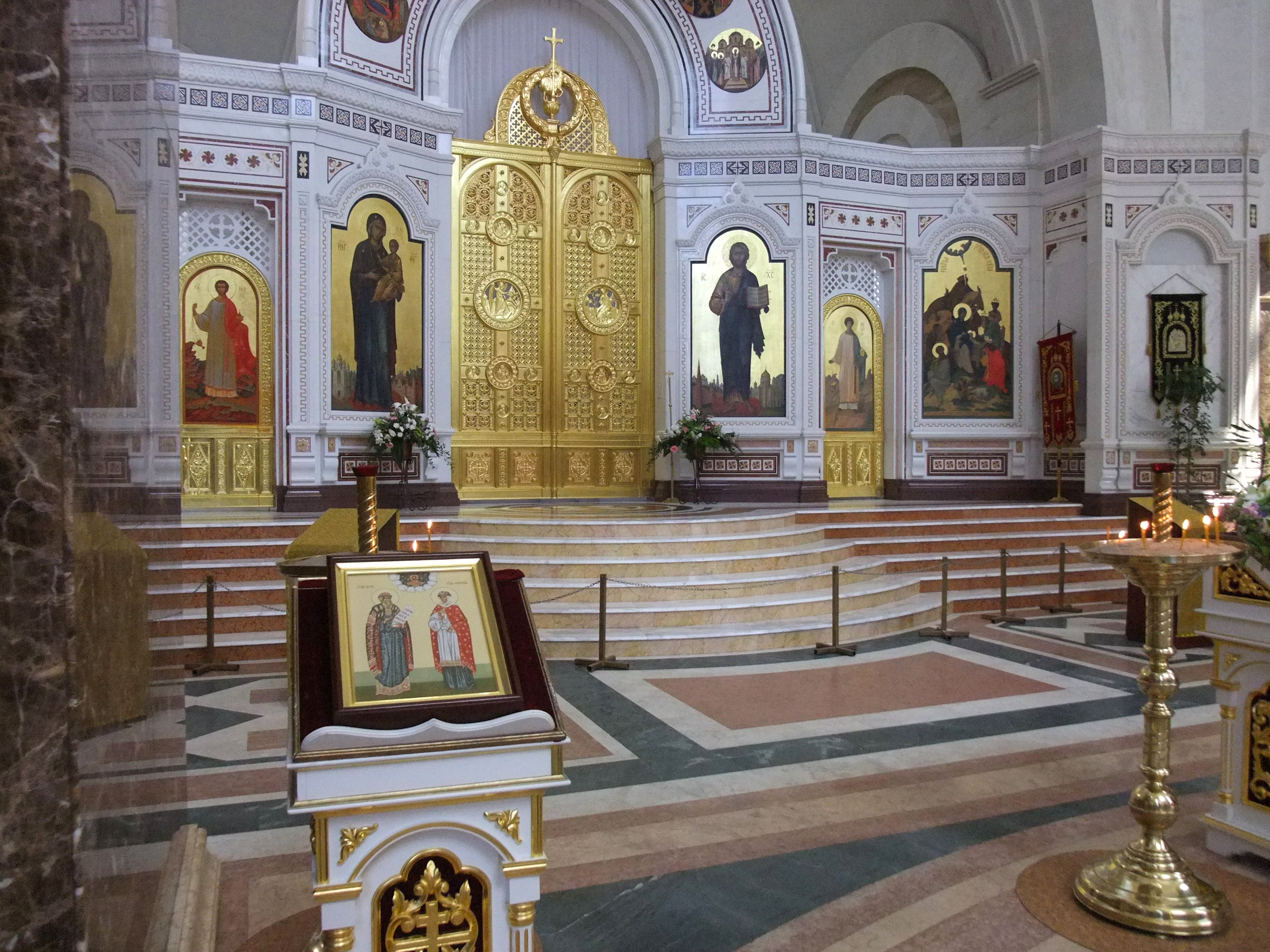
Intérieur de la cathédrale.

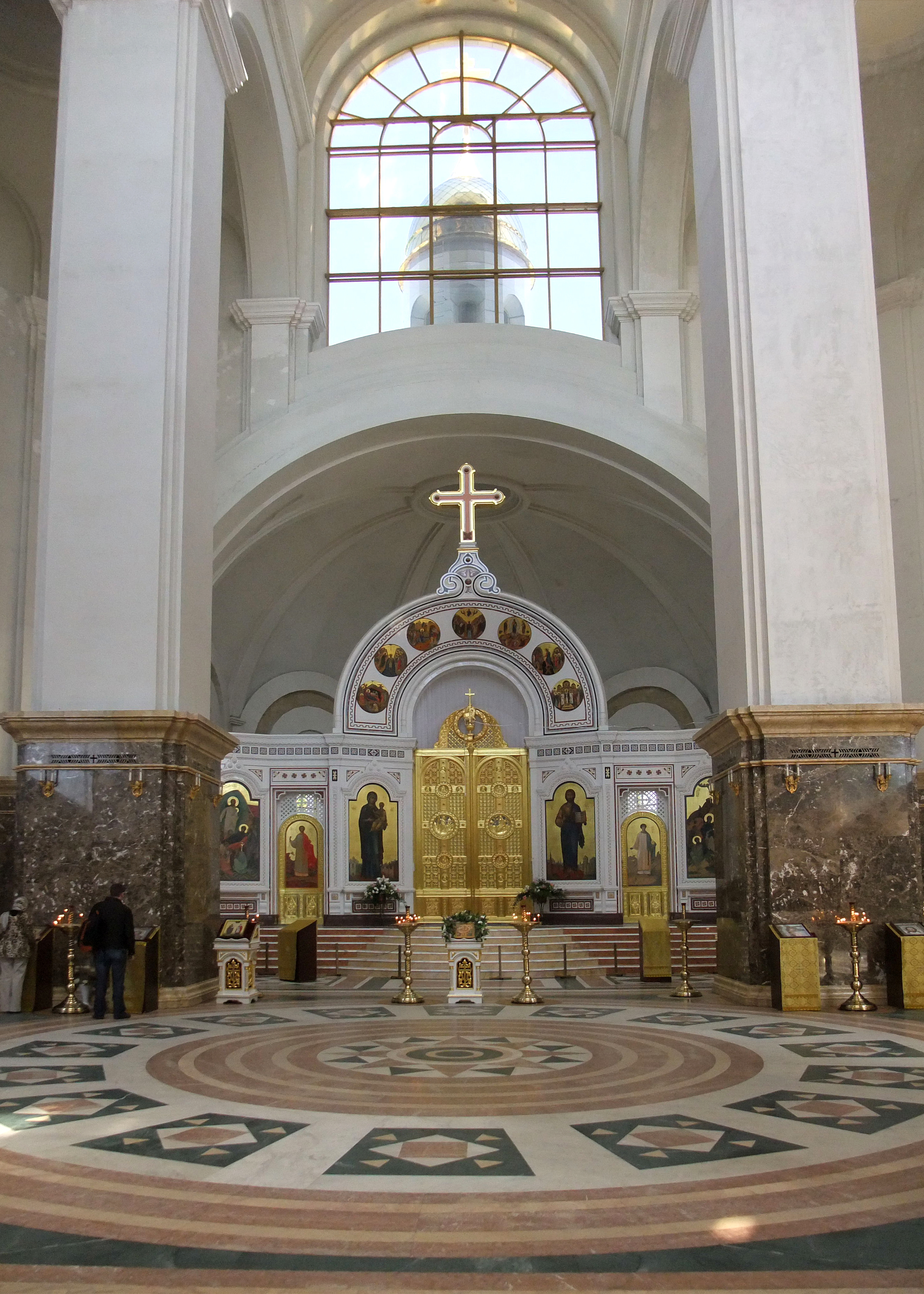
Iconostase.

La première pierre de la cathédrale est posée en 1995. L'année suivante, le président russe Boris Eltsine et le métropolite de Smolensk, Cyrille déposent une capsule contenant de la terre provenant de Moscou et plus particulièrement de la cathédrale du Christ-Sauveur de Moscou. 
La cathédrale du Christ-Sauveur est consacrée le 10 septembre 2006 par le patriarche Alexis II. La cérémonie est programmée pour coïncider avec le vingtième anniversaire de l'ouverture de la première église orthodoxe de Kaliningrad.
L'église inférieure de la Sainte-Face-de-Notre-Sauveur est consacrée le 27 septembre 2007 par le métropolite Cyrille. Elle est dédiée à la mémoire des soldats russes morts dans la guerre de Sept Ans, les guerres napoléoniennes, la Première Guerre mondiale et la Seconde Guerre mondiale en province de Prusse-Orientale, dont aujourd'hui une partie est l'oblast de Kaliningrad.
Elle abrite l'iconostase Memel créée pendant la guerre de Sept Ans pour la garnison russe à Memel (Klaipėda). 
En juillet 2010, tout près de la cathédrale, une nouvelle petite église établie dans le même style et dédiée aux saints Pierre et Févronia de Mourom, est ouverte. 

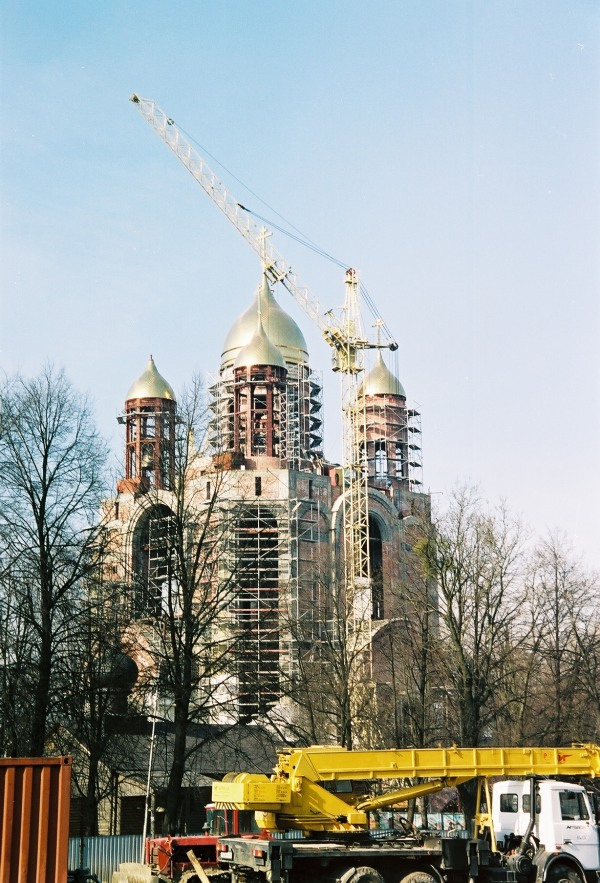
La cathédrale en construction en 2005.